# Кубок Кипра по волейболу среди женщин 2010/2011
Женский кубок Кипра по волейболу сезона 2010/2011 годов. В розыгрыше участвовали 8 клубов группы А национального чемпионата. Кубок игрался по системе на выбывание. Финал прошел 16 апреля 2011 года.

## Матчи
Пояснение: первым указан клуб, игравший первый матч дома.

### Четвертьфиналы
- АЭЛ Лимасол — Панидалиакос 3-0, 3-0
- АЭК Ларнака — Аполлон Лимасол 2-3, 0-3
- ТОИ Авгору — Анортосис Фамагуста 1-3, 0-3
- АПЕН Атанасиу — Олимпиада Никосия 0-3, 0-3

### Полуфиналы
- АЭЛ — Анортосис 3-0, 1-3
- Олимпиада — Аполлон 0-3, 0-3

### Финал
- АЭЛ — Аполлон 3-1 (22-25, 25-08, 25-18, 25-14)